# Typhlodromus himalayensis
Typhlodromus himalayensis är en spindeldjursart som beskrevs av Gupta 1981. Typhlodromus himalayensis ingår i släktet Typhlodromus och familjen Phytoseiidae. Inga underarter finns listade i Catalogue of Life.